# 高曼纏鬥
高曼纏鬥（高曼幽浮纏鬥）是一起廣為人知的不明飞行物纏鬥事件。發生在1948年10月1日，美國北達科他州美國空軍少尉（國民警衛隊）飛行員喬治·高曼追蹤不明飛行物體的事件，當時他駕駛P-51戰鬥機在北達科他州法哥與不明飛行物體發生了長達20分鐘的纏鬥。
1956年，美國空軍上尉愛德華·魯佩爾特在他的暢銷書與有影響力的報告中寫道，「高曼UFO事件是在1948年的三個“經典”的「不明飛行物事件」，證明不明飛行物是「真實的」。然而1949年，美國空軍認為該不明飛行物其實是燃燒的氣象氣球。

## 事件背景
雖然事件發生當年高曼年僅25歲，但是他已是二次大戰的空戰老手。他在戰後成為一間建築公司的經理，同時以少尉的階級服務於北达科他州民兵警衛。1948年10月1日他開著野馬式戰鬥機和其他防區的民兵駕駛們一起進行長程的越野飛行。大約在下午8時30分時，他抵達法戈的空域。其他駕駛們決定停在法戈的赫克托爾機場（Hector Airport），但是高曼決定來場夜間的飛行。到了下午9時整，他飛越一個正在舉辦高中生比賽的美式橄欖球球場。這時候他只看到有一個单翼侦察机（Piper J-3 Cub）飛在他下面約500呎的位置；除此之外天空中空無一物。
不久，高曼發現它的西邊出現一個物體。他試著查看那個物體的機翼和機身卻什麼都沒看到，絕不是那台侦察机。這東西閃爍著光芒。在9時7分，高曼聯絡了機場的塔台，詢問附近除了侦察机外還有沒有其他飛機在航行。然而塔台回答沒有，並聯絡了侦察机的駕駛柯南博士（Dr. A.D. Cannon）。柯南則表示和他的乘客也注意到了西邊有著發著光的物體。

## 空中纏鬥
高曼告訴塔台他要接近那個物體。然後它駕駛它的戰機，並將動力升至全速（從350 MPH升到400 MPH）；但是它很快就發現那個物體的直線移動速度快到他跟不上。於是它向右做了一個轉向，想要從中攔截那個物體。在來到那個物體後方大約5000英尺的時候，那個物體突然飛回來，從他上方約500英尺的距離穿過去。高曼形容那個東西是個直徑大約六到八英寸的「光球」。高曼還注意到，當那個物體加速的時候就不會閃爍，而是一直發著光。
那個物體和高曼差點撞在一起後，脫離了高曼的視線。高曼再一次看到它的時候，那物體180度轉了回來，然後突然垂直爬升。高曼跟著往上爬。飛到14000英尺的時候，高曼的飛機發生失速，而那個物體甚至還比他高2000英尺。高曼重試了兩次，想要飛高一些，但是途勞無功。那個物體眼見就要再往他的正面飛過去了，卻在它的前面停止動作。這個時候，該物體正好飛過了機場。簡森（L.D. Jensen）是塔台的航管人員。他用望遠鏡看到了那個發光物體但是看不出該物體的形狀。簡森原先是搭乘侦察机的乘客，他在降落之後跑上塔台以便觀察那個物體。
高曼追著那個物體直到法戈西南方25哩處。在飛到14000英尺高度的時候，他發現那個光芒在大約11000英尺高的地方。於是他全速下降。然而那個物體又一次垂直上升。高曼想要靠近，但仍讓那個物體逃出他的視野。高曼因此放棄了追蹤，並在晚上9時27分的時候回到機場。

## 高曼的記錄
1948年10月23日，高曼將他的事件記錄交給了調查人員。他的記錄在也許多不明飛行物體的文章中不斷出現。
我被說服那是某種高竿的飛行技術。我還相信那個東西仍然受到慣性的影響，因為它在轉向的時候雖然快速，但仍不是立即。儘管它在那個速度下做了急轉彎，仍然飛出了自然的弧線。當我想要隨它轉向的時候，我做了急煞的動作。我保持了還不錯的身體狀況，但我很難相信有任何駕駛員能在那個物體的急轉彎下保持清醒。那東西比我快、比我更能轉，更重要的是，它在爬升的時候還能一直維持爬升的速度，遠遠超過我的飛機的能耐。

## 空軍的調查
數個小時后，徵兆計畫（Project Sign）的軍官抵達現場並詢問高曼、柯南博士和他的乘客，以及塔台的航管人員。徵兆計劃是美國空軍於1947年建立的，目的是調查不明飛行物體相關的報告。該名軍官亦使用盖革计数器檢查高曼的野馬式戰鬥機的輻射。他發現高曼的戰機的輻射高於其他飛機，認為這證明了高曼曾經飛近核動力（atomic-powered）的物體。該名軍官一度排除不明飛行物體為「其他飛機或氣象氣球」的可能。不明飛行物體歷史學家皮布尔斯（Curtis Peebles）認為他們初步的結論是「重要且真實發生的」。
然而，徵兆計畫進一步的調查顯示證據有瑕疵。因為地球的大氣層會隔絕許多輻射，所以飛機飛的太高本來就更容易受到輻射侵害，因此不能說輻射量較高就是接近核動力的物體。此外，空軍的氣象服務單位表示他們在10月1日晚上8時50分曾在法戈釋放氣象氣球，因此9時的時候很可能正飛向事發的空域。軍方的調查人員認為該物體的移動源自於高曼自身的飛行技術。高曼的飛行方式讓他感覺球做了很不可思議的移動。調查人員更認為當氣象氣球飛走後，高曼還深信有顆星星（木星）是那個不明飛行物體，並向南飛行一段時間後才作罷。早在1949年，高曼事件就被記錄在徵兆計畫以及之後的怨恨計畫（Project Grudge）和藍皮書計畫（Project Blue Book），並且標注事由是氣象氣球。

## 影響
高曼纏鬥的調查結果被廣泛的宣傳與引用，讓許多40年代後期的UFO報告被認為只是誤會。雖然有些UFO的研究人員，比如亞利桑那大學的物理學家麥當勞博士（James E. McDonald）和退休的海軍上校奇洪（Donald Keyhoe）不認同空軍的調查結果。但是許多的UFO研究人員仍然同意徵兆計畫的結論。如同UFO歷史學家克拉克（Jerome Clark）所寫的：「不同於某些空軍『會』吃掉的案子，這個事件顯得似是而非」；克拉克認為：「在曼特爾幽浮事件後，高曼纏鬥可能是最過度渲染的UFO事件。」

## 文獻
- Condon, Edward Uhler. . Dutton. 1969: 505.
- Clark, Jerome. . Detroit: Omnigraphics. 1998: 452–453. ISBN 0-7808-0097-4.
- Peebles, Curtis. . New York: Berkley Books. 1995: 29–31. ISBN 0-425-15117-4.
- Ruppelt, Edward J. . Garden City, New York: Doubleday & Company. 1956: 30–31  [2013-08-01]. （原始内容存档于2009-09-25）.